# Смотрич (гора)
Смо́трич (другое название — Смотрец) — одна из вершин горного массива Черногора (Украинские Карпаты). Расположена в Верховинском районе Ивано-Франковской области, в пределах Карпатского национального природного парка.
Высота горы — 1898 м. Лежит в юго-восточной части Черногоры, за 1,5 километра на восток от главного хребта, и соединена с ним пологой седловиной. Склоны горы с севера, востока и юга стремительные, местами обрывистые. На склонах много скал, вершина полностью каменистая. В полукилометре к северо-западу от вершины на одной из её отрогах расположен так называемый Ушастый Камень — предвершина Смотрича. Здесь есть причудливой формы скалы, которые в народе называются «церквами».
На юго-западе от горы — большая котловина, в которой берёт начало река Погорелец. Под котловиной поднимается мощный массив горы Поп Иван Черногорский. На западе расположена гора Дземброня, на северо-западе — Мунчель, на юго-востоке — горы Малые Стайки и Стайки. К северу от вершины расположены Дзембронские водопады. На северо-востоке в долине виднеется ближайший к горе населенный пункт — село Дземброня.